# Paoay
Paoay è una municipalità di quarta classe delle Filippine, situata nella Provincia di Ilocos Norte, nella Regione di Ilocos.
Paoay è formata da 31 baranggay:
- Bacsil
- Cabagoan
- Cabangaran
- Callaguip
- Cayubog
- Dolores
- Laoa
- Masintoc
- Monte
- Mumulaan
- Nagbacalan
- Nalasin
- Nanguyudan
- Oaig-Upay-Abulao
- Pambaran
- Pannaratan (Pob.)

- Paratong
- Pasil
- Salbang (Pob.)
- San Agustin
- San Blas (Pob.)
- San Juan
- San Pedro
- San Roque (Pob.)
- Sangladan Pob. (Nalbuan)
- Santa Rita (Pob.)
- Sideg
- Suba
- Sungadan
- Surgui
- Veronica